# Herenilson
Herenilson Caifalo de Carmo, noto come Herenilson (Luanda, 27 agosto 1998), è un calciatore angolano, centrocampista dell'Al-Karma.

## Carriera

### Club
Ha giocato nei campionati angolano, libico ed iracheno.

### Nazionale
Ha esordito con la nazionale angolana nel 2016 ed ha preso parte alla Coppa d'Africa 2019.